# Campeonato Nacional da 1ª Divisão de Andebol 1965–66
O Campeonato Português de Andebol Masculino (Seniores) de 1965/66 foi a 14ª edicão, competição organizada pela Federação de Andebol de Portugal. Numa primeira fase as 18 equipas foram agrupadas em três zonas, norte, centro e sul, com seis equipas cada, a fase seguinte a zona sul apurava duas equipas e uma equipa da zona centro e a zona norte apurava duas equipas e uma equipa da zona centro, os vencedores destas duas zonas disputariam um lugar na final que decidiria o título. O Sporting CP conquistou o seu 4º Título.

## Final (3ª Fase)
20 de agosto de 1966 - 1ª Mão – FC Porto – Sporting CP, 13-16
27 de agosto de 1966 - 2ª Mão – Sporting CP – FC Porto, 25-17